# DOGS/BULLETS&CARNAGE
『DOGS / BULLETS & CARNAGE』（ドッグス バレッツ・アンド・カーネイジ）は、三輪士郎による日本の漫画。

## 概要
2000年から2001年まで『ウルトラジャンプ』にて「狗-DOGS-」として読み切り連載されていた。そして『狗-DOGS-』単行本巻末の予告から4年が経過した2005年から、同じく『ウルトラジャンプ』誌上で「DOGS / BULLETS & CARNAGE」と改題し連載を開始、現在も連載が続いている。単行本は『狗-DOGS-』が全1巻、『DOGS / BULLETS & CARNAGE』は10巻まで刊行されている（2018年2月現在）。
『狗-DOGS-』は1 - 2話の読み切り連載作品ではあるものの、大まかに登場人物やストーリーの筋など繋がっている部分があり、『DOGS / BULLETS & CARNAGE』が連載を開始した後は人物紹介を含めた重要なプロローグ的作品となっている。ここでの登場人物はほぼすべて『DOGS / BULLETS & CARNAGE』に登場する。
2009年にアニメ化された。

## 登場人物
前作にあたる『狗-DOGS-』に登場した人物も併せて紹介する。

### 主要人物
ハイネ・ラムシュタイナー
声：櫻井孝宏
白髪に赤い目の青年。相方のバドーとともにリザからの依頼をこなし生計を立てている何でも屋を営んでいる。性格は無愛想でドライであり、ニルを除いた女性に対しては、冷たく接している。
『ケルベロスの脊髄』をその頸に埋め込まれており、脳を破壊されない限り再生し続ける肉体と、高い身体能力を誇っている。だが、『ケルベロスの脊髄』を埋め込まれる前のことは覚えていない。
バドー = ネイルズ
声：石田彰
右眼に眼帯をした青年で極度のヘビースモーカー。ハイネとコンビを組んで仕事をしている。
情報屋の一面もあり、争いや面倒事を嫌っているものの、相棒であるハイネに巻き込まれる形で頻繁に銃撃戦に駆り出されている。
右目はかつて兄とともに、地下施設の調査で潜入した際に負傷している。
武器はサブマシンガン。
冬峰 直刀（ふゆみね なおと）
声：伊藤静
黒髪黒瞳の少女。冷静沈着な性格で、黒い日本刀を得物として携えている。自らの持つ黒い日本刀と、同じ物を持つ者を探しており、幼少のころに自分の胸に刻まれた、X形の十字傷をつけた相手に復讐しようと思っている。冬峰によって拾われて育てられており、彼から剣やナイフなどの戦い方を教わっている。
その正体はアンジェリカの新たな器となるべく、作られたカンパネルラのクローン。
ミハイ = ミハエロフ
声：大塚明夫
肩までの白髪をオールバックにした中年男性で、極度の方向音痴。眼鏡をかけている。
かつては「伝説」と称される技量を持つ殺し屋だったが、現在は殺し屋稼業からは足を洗っている。だが腕前は健在で、荒事に巻き込まれても1人で対処している。

### 地下街

#### 教会
ニル
声：能登麻美子
金髪のロングヘアで翼の生えた少女。遺伝子工学の産物である翼種『タイニーフェザー』。遺伝子操作によって、声帯を奪われているため、声を出すことができない。
心優しい性格で、いつも戦ってばかりのハイネを心配している。
ビショップ（エルンスト = ラムシュタイナー）
声：関俊彦
サングラスをかけた長髪の男性。街の片隅にある教会の牧師を務めている。盲目であり、周囲の音を聞いて周りで何がおきているかを察知している。
剣の達人であり、ハイネとはたまに訓練の相手をしている。ハイネのいない間はニルの世話をしており、ニルを可愛がっている。
彼自身も地下研究施設からの脱走者。

#### 亜人街
リザ
背の低い猫系亜人の老婆。亜人達の頭目をしており、バトーとハイネに仕事を斡旋している。
作ったドレスをたびたびニルに送っている。更には直刀の服装を「ド地味」と称した上で「飛びっきりのお嬢様に仕立てる」との名目で無理やりサイズを測ったことから、若い女性にロリータ系の服を着せるのが趣味らしい（ハイネ曰く「ビョーキ」）。
ドメニコ
猪の亜人。

#### 冬峰
冬峰 軍刀（ふゆみね むらと）
声：小山力也
直刀の育ての親。長い間、直刀に両親の仇だと思われていたが、実際は彼女に生きる意味を与えるためにその汚名を被っていただけだった。
リザとも知り合いで、かつて子供が攫われる事件がおきた時、これを救い出した。
後に曲刀に殺されたはずだったが、市長の部下になっている模様。
冬峰 曲刀（ふゆみね まがと）
声：草尾毅
直刀の兄弟子。長身の青年。直刀が引き取られる以前から冬峰に師事しており、｢もう一人の直刀｣の存在も知っている。
冬峰を超えるため、掃除屋稼業で腕を磨き続け、己の実力が冬峰を超えたと判断するや彼に挑み、殺害。その現場を目撃した直刀と刃を交え、敗北。冬峰から奪ったばかりの刀を直刀へ託し姿を消したが、以後も掃除屋を続け、成長した直刀との再会と再戦を心待ちにしている。
冬峰が直刀の両親の仇ではないことを知っており、直刀の復讐を糧とする生き方を気に入ってはいなかった。しかし、直刀に敗れるまでそのことを口から漏らすことはなかった。

### 地上
ツェルナー = E = ノイバウテン
ハイネ達が住む街の市長。同時に「中央総務行政局局長」という肩書も持っている。「ケルベロスの脊髄」のオリジナル・1「総主(フューラー)」の宿主であり、その能力は頭に銃弾を受けてもわずか数秒で回復し、攻撃を仕掛けたジョヴァンニをいとも簡単に掌握するなどまさにずば抜けている。5巻までは一貫してシルエットのみの登場だった。アインシュテルツェンの事を「彼女」「魔女」と呼ぶ。
ダグ
地下街勤務の中年軍警。バドーと昔からの知り合いで、バドーの兄とも面識がある。バドーに対して保護者のような接し方をするが、バドー本人はそれをあまり好ましく思っていない。ルキ、ノキやミミとも面識がある。
ミミ
ベリーショートの少女。Buon viaggioの常連客でバドーと同じ情報屋だが、バドーと違って肉体労働とは縁がない。襲われているバドーを助けないで盗撮したりするなど、割としたたかな性格。飄々と振舞っているものの、バドーの過去や人間関係については複雑な思いを抱いている模様。
『狗-DOGS-』では「Gun Smoker」に登場した。
ダニエラ
用品店に勤める眼鏡をかけた女性。過去にバドー達と面識があり、バドーの兄が殺された直後にはショックで精神に異常をきたしたらしく、突然泣き出すなどしていた模様。
現在は記憶が一時的に退行する程度に落ち着いており、バドー曰く「一番楽しかったころに戻るようになった」。またバドーとの会話時の描写から、バドーは彼女に対し少なからず好意を寄せていた模様。バドーのような弟が欲しいと思っていた。
ディヴィッド = ネイルズ
バドーの兄。短髪。故人。愛称はデイヴ。
バドー同様情報屋で、かつて仕事の一環で地下のことに近付き過ぎて殺される。喫煙者であり、ダニエラ曰く「よくスッカラカンでタバコだの何だのせびりに来て」いたらしい。
仕事中に追われた際には、予めバドーをベランダ状の物置に仕込むなどしてよく罠に使っていた。バドーを「悪ガキ（バッドボーイ）」と呼んでいた。
兵隊に改造されている。バドーの名前に反応して襲いかかっている。。

#### Buon viaggio
キリ
声：大原さやか
Buon viaggioという酒場の店長をしているショートヘアの女性。ミハイとは恋人未満友人以上といった関係で、彼を店の二階に住まわせている。かなり胆が据わっており、ボルドゥネファミリーの襲撃を受けた際も涼しい顔で店の修理代を計算していた。
過去にBuon viaggioでミレーナと共に娼婦をしており、ミハイとイアンの確執についても知っていた。またBuon viaggioにはミハイのみならず、ハイネ、バドー、直刀、更にルキ&ノキなども訪れており、この店が一種のターニングポイントになっている。
ザック、バラン
声：たなかこころ & 相馬幸人
サングラスの方がザック、顎が割れているのがバラン。元ボルドゥネファミリーの構成員であり、現在はキリに拾われてコック見習いとバーテンをやっている。バドーを仕留めるためにBuon viaggioにカチ込み、ミハイに倒された。
自分達を拾ってくれたキリを姐さんと呼んで慕っており（本人はその呼び名を嫌がっているが）剣十郎とはキリ姐さん親衛隊なるものまで結成している。
番外編「INTERMISSION」で登場。また「HARDCORE TWINS」にも登場した。
遠山 剣十郎
Buon viaggioの料理長。いかつい顔をしているが、割と物腰は柔らかで、料理の腕はかなり良い。ザック&バラン同様キリを慕っており、キリ姐さん親衛隊の一員になった。

### 地下研究室の関係者
ジョヴァンニ・ラムシュタイナー
声：中原茂
ハイネと同じく地下で生まれ育った青年。慇懃無礼だが執着心の強い性格。いつも白のスーツにサングラスをかけている。ハイネと違ってアンジェリカの配下として行動している。ハイネに強い執着心を抱いており、彼の事を監視していたような節もある。カルセリーノ一家との戦いの最中に突如現れ、ハイネと交戦した。
自分の幻影を他人に見せたり、接近するまで気付かれないでいるような能力を持つ。またハイネと同じく『ケルベロスの脊髄』を埋め込まれており、不死身に近い肉体を持つ。また何故か弱点であるはずの頭部にハイネに弾丸を撃ち込まれても生きていた。かつては『ケルベロスの脊髄』と上手く同調出来ておらず、落ちこぼれ扱いされていたが、現在はハイネ曰く「サマになってきている」模様。ワルサーP38の二挺拳銃を使う。
アンジェリカ = アインシュテルツェン
地下でハイネやジョヴァンニにケルベロスの脊髄を埋め込んだ張本人。本人は妖艶な美女で、立ち振る舞いは快活で可愛らしいものの、本性は完全なマッド・サイエンティストで、冷酷非情にして残忍な性格である。通称「博士」。あたかも複数存在しているような描写が作中に見られるが、詳細は不明。ツェルナーのことを「家族」と呼ぶ。
ルキ、ノキ
声：釘宮理恵 、辻あゆみ
黒とピンクの色違いの服を着た双子の少女。黒い服がルキでピンクの服がノキ。二人とも黄緑と黒のオッドアイで、ルキは右目、ノキは左目が黄緑色。子供らしく、能天気なまでに明るいが、戦いを遊びと称する異常性も備えている。Buon viaggioの常連で、よくパスタを食べに来ているようだ。
片手は武器になっており、ルキは右腕に巨大な鉈を、ノキは左腕に巨大な銃をそれぞれ長い袖に隠している。しかし両腕とも健在な描写もあり、戦闘時にそれぞれ銃と鉈として展開するものと思われる。両者とも『ケルベロスの脊髄』を埋め込まれているため、やはり不死身に近い肉体を持つ。当初ハイネはこの双子の事を知らなかったため、ハイネが地下を出奔した後の個体である模様。番外編『HARDCORE TWINS』にて主役として登場。他にも、『狗 -DOGS-』にも1コマのみだが登場している。
カンパネルラ = フリューリング
ストライプスーツを着た長身の女性。長い黒髪を切りそろえている。以前は「冬峰直刀」を名乗っており、後にその名を捨てて現在に至るようだが、詳細は不明。
ルキとノキになつかれているが、その二人さえ恐怖する程に冷酷な女性。目にもとまらぬ速度で人を「罰点だ」と言って×の字状に斬り捨てる程の神技的な剣の腕を誇る。
リヒター・H・ベルトハイン
顎髭をたくわえた、タキシードを着こなす壮年の指揮者。ヘルプストとも呼ばれる。
かつてはアインシュテルツェンの施設に所属していたが、現在は施設を抜けて公共の楽団に所属している。かつて施設の謎を追って近付きすぎたバドーの兄を殺害し、バドーの右目を奪った張本人。バドーらを始末する任務で外界に出た際、様々なものに溢れた外界に魅力を感じ、それとは対照的な自分の無個性さに嫌気がさして、任務のついでに施設を抜けて出奔した。当時はまだ人並みの感情を持っていなかったらしい。
数十人の人間を一斉に操るほどに強力な催眠術を操り、幻覚を見せることで敵を同士討ちさせることすら可能。催眠術の際にタクトを振って指揮をするような動きをするが、タクトの動きで人を操っているわけではない（本人曰く「気分」）。

## 単行本
- 『狗 -DOGS- Stray dogs howling in the dark』ISBN 978-4-08-876252-4（2001年12月10日）
  - ミハイ編『Weepy old killer』
  - バドー編『Gun Smoker』
  - 直刀編『Blade Maiden』前編・後編
  - ハイネ編『Stray dogs howling in the dark』前編・後編
- 三輪士郎 『DOGS / BULLETS & CARNAGE』 集英社〈ヤングジャンプ・コミックス・ウルトラ〉、既刊10巻（2014年8月20日現在）
  1. 2006年10月24日第1刷発行（10月19日発売[集 1]）、ISBN 978-4-08-877076-5
  2. 2007年8月22日第1刷発行（8月17日発売[集 2]）、ISBN 978-4-08-877318-6
  3. 2008年6月24日第1刷発行（6月19日発売[集 3]）、ISBN 978-4-08-877471-8
  4. 2009年5月24日第1刷発行（5月19日発売[集 4]）、ISBN 978-4-08-877656-9
  5. 2010年3月24日第1刷発行（3月19日発売[集 5]）、ISBN 978-4-08-877834-1
  6. 2011年2月23日第1刷発行（2月18日発売[集 6]）、ISBN 978-4-08-879111-1
  7. 2012年1月24日第1刷発行（1月19日発売[集 7]）、ISBN 978-4-08-879263-7
  8. 2012年12月24日第1刷発行（12月19日発売[集 8]）、ISBN 978-4-08-879464-8
  9. 2013年12月24日第1刷発行（12月19日発売[集 9]）、ISBN 978-4-08-879686-4
  10. 2014年8月25日第1刷発行（8月20日発売[集 10]）、ISBN 978-4-08-879889-9

## ドラマCD
集英社より発売。
- Vol.1 2007年10月22日発売
- Vol.2 2008年10月23日発売

第1巻は「狗-DOGS-」、第2巻は「DOGS / BULLETS & CARNAGE」の1巻がそれぞれ音声化されている。
本編では声帯を失っているニルも、息づかいなどで声があてられている。

## アニメ
上巻DVDが2009年5月19日発売の『DOGS / BULLETS & CARNAGE 4巻 予約限定特装版』に同梱、下巻DVDが2009年7月17日発売の『DOGS Stray dogs howling in the dark 予約同梱特装版』に同梱された。

### スタッフ
- 原作 - 三輪士郎（集英社「ウルトラジャンプ」連載）
- 監督 - あべたつや
- 構成・脚本 - 吉村清子
- キャラクターデザイン - 嘉手苅睦、石井久美（上巻のみ）
- ゲストキャラデザイン協力（下巻のみ） - 藤澤俊幸、門智昭、阿部達也
- プロップデザイン - 川原智弘
- デザイン協力 - 神戸洋行
- 美術監督 - 池田繁美
- カラーデザイン - 鈴木依里
- 撮影監督 - 五十嵐慎一
- 編集 - 重村建吾
- 音楽 - 末村謙之輔
- 音響監督 - 本山哲
- ゼネラルプロデューサー - 渡辺直樹
- プロデューサー - 斎藤哲郎、高野貴志
- 制作協力 - 谷口悟朗
- アニメーション制作 - david production
- 製作 - 集英社

### 主題歌
「別れの誕生日」
エンディングテーマ。作曲は末村謙之輔、編曲は佐藤拓馬、サックスはHamber。

### 各巻リスト
| 巻数 | サブタイトル                   | 絵コンテ   | 演出       | 作画監督                     | 発売日         |
| ---- | ------------------------------ | ---------- | ---------- | ---------------------------- | -------------- |
| 上   | Weepy old killer               | あべたつや | 柳伸亮     | 町田真一 海老原雅夫 浜津武広 | 2009年 5月19日 |
| 上   | Gun Smoker                     | あべたつや | 友田政晴   | 門智昭 服部憲知              | 2009年 5月19日 |
| 下   | Blade Maiden                   | あべたつや | あべたつや | 藤澤俊幸                     | 7月17日        |
| 下   | Stray dogs howling in the dark | 島津裕行   | 友田政晴   | 門智昭                       | 7月17日        |